# Муте, Корантен
Коранте́н Му́те (фр. Corentin Moutet, [kɔʁɑ̃tɛ̃ mutɛ]; род. 19 апреля 1999 года, Нёйи-сюр-Сен, Франция) — французский профессиональный теннисист, победитель 12 «челленджеров» в одиночном разряде.

## Общая информация
Муте начал играть в теннис в возрасте трёх лет вместе с родителями. Его отец Родольф; мать зовут Александра; у него есть брат Максанс и сестра Шарлотта. С 2013 года его отец владеет рестораном в Париже.
Любимый турнир — Ролан Гаррос; кумир в мире тенниса — Рафаэль Надаль

## Спортивная карьера

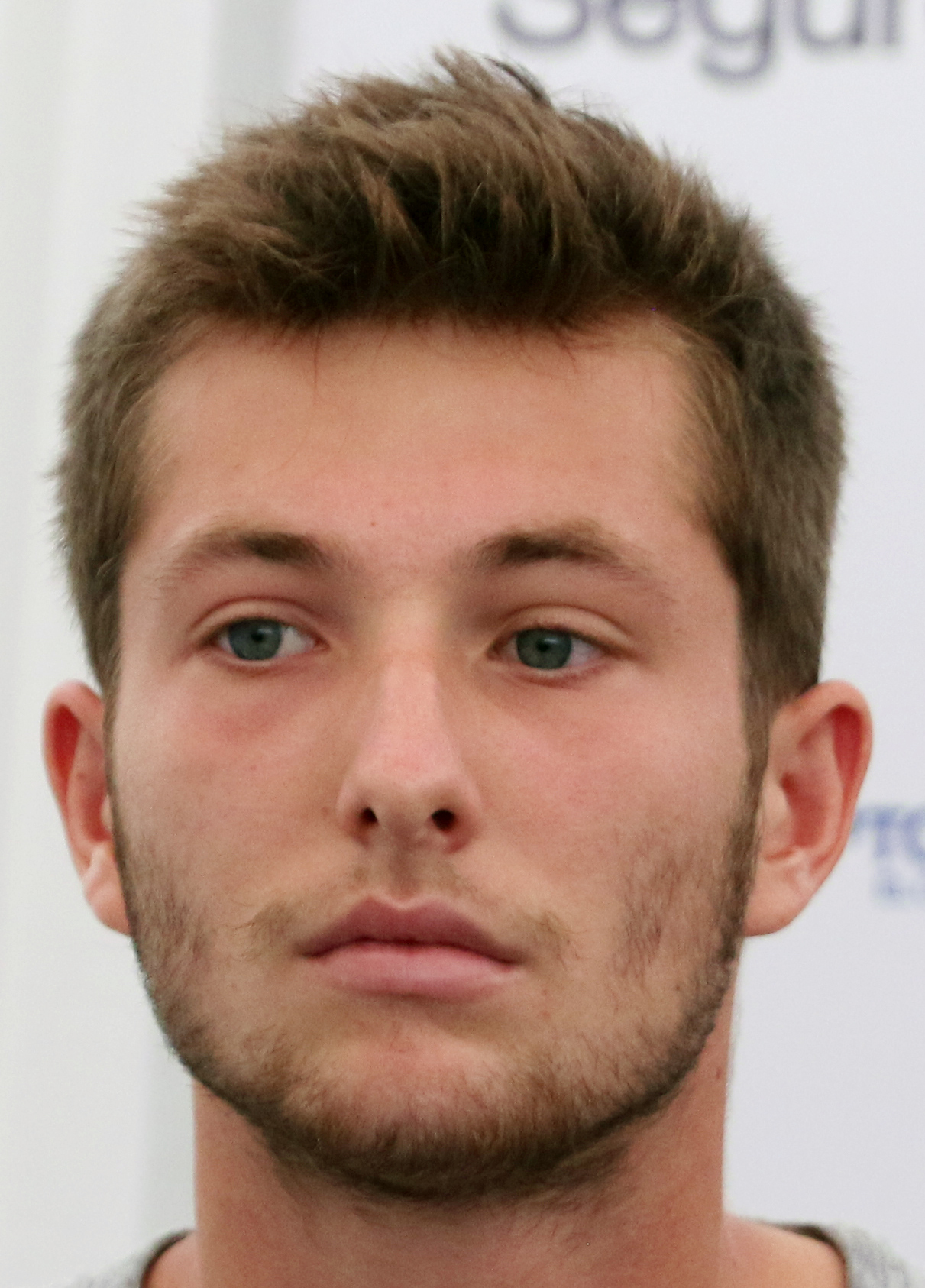
2018 год

Муте дебютировал на турнирах Большого шлема на французских кортах в 2017 году после получения особого приглашения (WC) в парные состязания. Совместно с Лестьенном победили Дастина Брауна и Лу Яньсуня в первом раунде, но были побеждены Жаном-Жюльеном Ройером и Хорией Текэу во втором раунде.
В октябре 2017 года он выиграл «челленджер» в Бресте, победив Стефаноса Циципаса в финале.
15 января 2018 года Муте дебютировал на Открытом чемпионате Австралии в одиночном разряде в основной сетке. В качестве теннисиста получившего приглашение на турнир француз в первом круге столкнулся с итальянским ветераном Андреасом Сеппи. Несмотря на победу в первом сете, Корантен не смог одержать победу, уступив 6-3 4-6 2-6 2-6.
В начале февраля принимал участие в грунтовом турнире в Эквадоре, где имея WC добрался до четвертьфинала и там уступил словаку из квалификации Андрею Мартину.
На Открытом чемпионате США 2019 года проиграл в первом раунде Давиду Гоффену в четырёх сетах.
В январе 2020 года на престижном турнире в столице Катара, французский теннисист впервые в карьере добрался до решающего матча турнира ATP-тура, в котором в двух сетах уступил россиянину Андрею Рублёву.
На Открытом чемпионате США 2020 года во втором круге обыграл 21-го сеянного британца Дэна Эванса со счётом 4-6 6-3 7-6(7-5) 7-6(7-1). В третьем круге Муте проиграл Феликсу Оже-Альяссиму со счётом 1-6 0-6 4-6.
На Открытом чемпионате Франции 2020 года в первом круге уступил итальянцу Лоренцо Джустино со счётом 6-0 6-7(7-9) 6-7(3-7) 6-2 16-18. Матч продолжался 6 часов и 33 минуты, став вторым по продолжительности в истории Открытого чемпионата Франции и четвёртым в истории всех турниров Большого шлема.
В феврале 2021 года, перед стартом Открытого чемпионата Австралии Корантен дошёл до полуфинала на турнире ATP-250 Murray River Open, где уступил канадцу Феликсу Оже-Альяссиму.
3 мая 2021 года поднялся на высшее в карьере 67-е место в рейтинге.
На Открытом чемпионате США 2022 года Муте играл в квалификации, так как занимал только 112-е место в рейтинге перед турниром. Проиграл в решающем матче квалификации китайцу У Ибину, однако был допущен в основную сетку как lucky loser и сумел впервые в карьере дойти до 4-го круга турнира Большого шлема. Во втором круге Муте обыграл 21-го сеянного Ботика ван де Зандсхюлпа. В 4-м раунде проиграл седьмой ракетке мира Касперу Рууду в 4 сетах.
В ноябре 2022 года поднялся на высшее в карьере 51-е место в рейтинге.
В мае-июне 2024 года на Открытом чемпионате Франции по теннису Корантен повторил своё достижение и вышел в четвёртый раунд на турнирах Большого шлема. По ходу данного соревнования француз обыграл 16-го сеяного Николаса Ярри, казахстанца Александра Шевченко и австрийца Себастьяна Офнера. В матче четвёртого круга Муте в 4 сетах проиграл Яннику Синнеру.
На Олимпийских играх 2024 года в Париже в третьем круге одиночного разряда проиграл Томми Полу.

## Рейтинг на конец сезона
| Год  | Одиночный рейтинг | Парный рейтинг |
| ---- | ----------------- | -------------- |
| 2024 | 70                |                |
| 2023 | 133               |                |
| 2022 | 51                |                |
| 2021 | 92                |                |
| 2020 | 77                |                |
| 2019 | 83                |                |
| 2018 | 144               | 495            |
| 2017 | 155               | 495            |
| 2016 | 529               | 1042           |
| 2015 | 886               |                |
| 2014 | 1254              |                |

## Выступления на турнирах

### Финалы турнировATPв одиночном разряде (1)

#### Поражения (1)
| Легенда                    |
| -------------------------- |
| Турниры Большого шлема (0) |
| Финал АТР-тура (0)         |
| ATP Мастерс 1000 (0)       |
| АТР 500 (0)                |
| АТР 250 (0)                |

| Титулы по покрытиям | Титулы по месту проведения матчей турнира |
| ------------------- | ----------------------------------------- |
| Хард (0)            | Зал (0)                                   |
| Грунт (0)           | Зал (0)                                   |
| Трава (0)           | Открытый воздух (0)                       |
| Ковёр (0)           | Открытый воздух (0)                       |

* количество побед в одиночном разряде + количество побед в парном разряде.
| №  | Дата           | Турнир      | Покрытие | Соперник в финале | Счёт       |
| 1. | 11 января 2020 | Доха, Катар | Хард     | Андрей Рублёв     | 2-6 6-7(3) |